# Ленка Филипова
Ленка Филипова (чеш. Lenka Filipová; Праг, 14. фебруар 1954) је чешка певачица, шансоњерка, гитаристкиња, композиторка и текстописац. Потиче из уметничке породице у којој је отац Адолф Филип био академски образовани певач и прашки позоришни, глумац док је мајка била музички наставник и свирала гитару. Гитару је учила код Штјепана Урбана и Милана Зеленка на конзерваторијуму у Прагу, а истовремено је наступала и као хорски певач у хору Бролн из Брна и као водитељка током академских студија.
Била је и добра шансоњерка често интерпретирајући поезију Витјезлава Незвала, у музичкој обради композитора и гитарског виртуоза Штјепана Рака, а наступала је и са групом „Духовни квинтет“. Након тога је била око годину и по дана била друга певачица „Оркестра“ заједно са Карлом Вангером и Ханом Загоровом. У то доба је објављен и њен први албум. Током 1979. године је наступала са групом „Флоп“ Карела Зиха у прашком мјузик холу „Алхамбра“.
Наставивши своје музичко образовање, студије гитаре је финализовала на Међународној музичкој академији у Паризу. У истом граду је наступала у студентским клубовима, а била је и гост француске радио станице „Франс Интер“. Дружила се током боравка у Француској са људима из париске „Олимпије“ и издала је два сингла. Из тог времена најзначајнија песма је „Заљубљена“, коју је написао Франсоа Кабрел. Та песма је постала популарна и у Чехословачкој, па је и сам дебитанстски албум имао исти назив.
1984. године је оформила сопствену групу „Домино“ у чијем репертоару су се налазиле и песме на француском језику као и инструменталне композиције.
1988. године је добила понуду да наступа као представница Швајцарске конфедерације са песмом „Не одлази од мене“ али није имала дозволу од стране чешких власти да путује и представља страну земљу. Замена је брзо нађена и то је била Селин Дион, која је тада тек започињала своју певачку каријеру. Селин Дион је освојила прво место на претходно поменутом такмичењу у Даблину (Ирска).
Ленка никада није напустила сегмент инструменталног солисте што је резултовало са неколико албума са композицијама за класичну гитару, а компоновала је и музику за децу. И данас је уметнички активна.

## Дискографија

### Грамофонске плоче
- LP Zamilovaná – Supraphon 1981
- LP Quo vadis – Supraphon/Artia 1983
- LP Lenka – Supraphon 1984
- LP Řeka života – Supraphon 1986
- LP Částečné zatmění srdce – Supraphon 1988
- LP Lenka vypravuje pohádky z kytary – Supraphon 1989
- LP Concertino 1 – Supraphon 1990
- LP Pocit 258 – Supraphon 1990
- LP 1982–1992 – Supraphon 1992

### CD
- Concertino II. – Philips 1995
- Svět se zbláznil – PolyGram 1997
- Lidové písničky – PolyGram 1998
- Za všechno může čas – Universal 1999
- Tisíc způsobů jak zabít lásku – Universal 2003
- The best of Lenka Filipová – Universal 2005
- Lenka Filipová Live  – Universal 2008
- Concertino 2010 – 2010

### Компилације
- 1985. Nejhezčí dárek/Nejhezčí dárek – Supraphon SU 11433 148, SP – 50 zpěváků (zpěváci uvedeni v článku: Jiří Zmožek)
- 1986. Nejhezčí dárek - Jiří Zmožek (2) – Supraphon SU 1113 4368, LP